# فيلي هوبر
فيلي هوبر (17 ديسمبر 1913) لاعب كرة قدم سويسري كان يجيد اللعب في خط حراسة المرمى.
لعب طوال مسيرته الرياضية في نادي غراسهوبرز زيوريخ (1934-1943).
مثل منتخب سويسرا في 16 مباراة (1933-1942). شارك مع منتخب سويسرا في بطولة كأس العالم 1934 في إيطاليا حيث خرج من الدور الربع النهائي وبطولة كأس العالم 1938 في فرنسا حيث خرج من الدور الربع النهائي أيضا.

## وصلات خارجية
- فيلي هوبر على موقع الاتحاد الدولي (مؤرشف)  (الإنجليزية)
- فيلي هوبر على موقع قاعدة بيانات كرة القدم.إي يو (الإنجليزية)
- فيلي هوبر على موقع ناشيونال فوتبول تيمز (الإنجليزية)
- فيلي هوبر على موقع Soccerway.com (الإنجليزية)
- فيلي هوبر على موقع عالم كرة القدم.نت (الإنجليزية)
- هذا سيرة ذاتية